# Liina Kersna
Liina Kersna, som ogift Liina Lepik, född 3 april 1980 i Tallinn i dåvarande Estniska SSR, är en estnisk journalist, liberal politiker och statstjänsteman, tillhörande Estniska reformpartiet. Från 26 januari 2021 var hon Estlands utbildnings- och forskningsminister i Kaja Kallas regering. 
Kersna är uppväxt i Tallinn och tog studentexamen vid gymnasiet i Lasnamäe 1998. Hon studerade vid Tartu universitet med en examen i journalistik och kommunikation 2005. Hon arbetade som programledare och redaktör på Eesti Raadio mellan 1998 och 2002. Från 2002 till 2004 var hon kommunikationschef på de estniska studentkårernas förbund. Därefter arbetade hon som kommunikatör vid landsbygdsministeriets presskontor, som biträdande chef för det finska Jord- och skogsbruksministeriets PR-avdelning från 2005 till 2006 och därefter som chef för samma avdelning från 2006 till 2007. Hon blev därefter medierådgivare åt Estlands regering och var regeringens kommunikationschef från 2010 till 2012. Kersna blev medlem av Reformpartiet 2015 och valdes in i Riigikogu samma år.